# Loveth Ayila
Loveth Ngusurun Ayila (6 settembre 1994) è una calciatrice nigeriana, attaccante del Rivers Angels e della nazionale nigeriana.

## Carriera

### Club
Durante la prima parte della carriera Ayila si è trasferita in Europa, siglando un accordo con le campionesse in carica del Babrujčanka per disputare la Vyšėjšaja Liha, il livello di vertice del campionato bielorusso femminile di calcio, società con la quale rimane per due stagioni, avendo l'occasione di debuttare in UEFA Women's Champions League maturando 3 presenze nella stagione 2013-2014 prima del suo ritorno in patria trasferendosi al Rivers Angels che gioca nella Nigerian Women Football League.

### Nazionale
Ayila ha giocato con le nazionali giovanili della Nigeria in due competizioni FIFA, prima con la formazione Under-17 che disputa il Mondiale di Trinidad e Tobago 2010 e quattro anni più tardi con l'Under-20 il Mondiale di Canada 2014.
Con l'Under-17, dopo aver chiuso, da imbattuta, il gruppo A della fase a gironi, affronta ai quarti di finale la Corea del Sud che supera il turno battendo le africane ai calci di rigore. Con l'Under-20 condivide con le compagne il percorso che vede la sua nazionale tra le protagoniste del torneo canadese. Dopo aver chiuso al primo posto il gruppo C nella fase a gironi, supera progressivamente la Nuova Zelanda per 4-1 ai quarti di finale, la Corea del Nord con un rotondo 6-2 in semifinale, giungendo quindi a disputare la finale contro la Germania, riuscendo a superare le nigeriane per 1-0 solo ai tempi supplementari e ad aggiudicarsi così il loro terzo titolo mondiale di categoria.
Inserita dal commissario tecnico Edwin Okon nella rosa delle 23 giocatrici che partecipano al Mondiale di Canada 2015, durante il torneo non ha occasione di scendere in campo prima dell’eliminazione della sua nazionale già nella fase a gironi.. Ha partecipato al suo primo campionato africano femminile di calcio nell'edizione  2010 dove vince il titolo grazie alla vittoria in finale per 4-2 contro la Guinea Equatoriale.

## Palmarès

### Nazionale
- Coppa delle nazioni africane femminile: 1

2010